# Corfou (dème)
Le dème de Corfou (en grec : Δήμος Κέρκυρας) est un ancien dème situé dans la périphérie des îles Ioniennes en Grèce. Il couvrait notamment les îles de Corfou, Érikoussa, Mathraki et Othoni. Son siège se trouvait dans la ville de Corfou.
Il est remplacé en 2019, dans le cadre du programme Clisthène I, par trois dèmes :
- Dème de Corfou-Nord ;
- Dème de Corfou-Centre et des îles Diapontiques ;
- Dème de Corfou-Sud.